# Welcome to St. Tropez
Welcome to St. Tropez è un singolo del disc jockey svizzero DJ Antoine e del rapper russo Timati, pubblicato il 6 maggio 2011 come primo estratto dal nono album in studio di DJ Antoine 2011.
Il brano, che vede la partecipazione della cantante statunitense Kalenna, era originariamente interpretato solamente da Timati e Kalenna.

## Tracce
Promo Digital La Musique Du Beau Monde
1. Welcome to St. Tropez (Radio Mix) - 3:15

CD-Single Kontor Records – 1061410KON
1. Welcome to St. Tropez (DJ Antoine Vs Mad Mark Radio Edit) - 3:15
2. Welcome to St. Tropez (DJ Antoine Vs Mad Mark Remix) - 6:14

CD-Maxi X-Energy Records – X 12367.11 CDS
1. Welcome to St. Tropez (DJ Antoine Vs Mad Mark Radio Edit) - 3:15
2. Welcome to St. Tropez (DJ Antoine Vs Mad Mark Remix) - 6:14
3. Welcome to St. Tropez (Hard Rock Sofa Remix) - 6:23
4. Welcome to St. Tropez (Chris Avantgarde & Eric Chase Remix) - 5:58
5. Welcome to St. Tropez (Clubzound Vs Jack-E Remix) - 6:11
6. Welcome to St. Tropez (Clubzound Remix) - 6:22
7. Welcome to St. Tropez (Clubzound Vs Jack-E Brazilian Remix) - 6:02
8. Welcome to St. Tropez (Houseshaker Remix) - 5:27
9. Welcome to St. Tropez (Kid Fresh & Tom Bola Extended Mix) - 4:28

## Classifiche
| Classifica (2011) | Posizione massima |
| ----------------- | ----------------- |
| Belgio (Fiandre)  | 9                 |
| Belgio (Vallonia) | 17                |
| Francia           | 7                 |
| Germania          | 3                 |
| Lussemburgo       | 1                 |
| Paesi Bassi       | 8                 |
| Polonia           | 1                 |
| Austria           | 4                 |
| Romania           | 1                 |
| Spagna            | 16                |
| Svizzera          | 2                 |